# Duatlón en los Juegos Mundiales de 2013
El Duatlón tuvo competencias en los Juegos Mundiales de Cali 2013 como un deporte invitacional. Esto quiere decir que los resultados del deporte no serán contabilizados dentro del medallero oficial debido a que el Duatlón no está considerado dentro del programa oficial de los juegos. Sin embargo, gracias a su inclusión en Cali 2013 el Duatlón será incluido como parte del programa oficial de los Juegos Mundiales a partir de la siguiente edición en Breslavia 2017.

## Competencias y resultados
El Duatlón se desarrolló en dos ramas, la femenil y la varonil. Las competencias se realizaron el 26 y 27 de julio en el Parque El Ingenio de Cali, Colombia. A continuación se muestra los resultados del evento:
| Evento                           | Oro               | Plata                 | Bronce       |
| -------------------------------- | ----------------- | --------------------- | ------------ |
| Masculino (27 de julio) detalles | Rob Woestenborghs | Emilio Antonio Martín | Jean Nicolas |
| Femenino (26 de julio) detalles  | Ai Ueda           | Sandra Levenez        | Jenny Shultz |

### Medallero
| #     | País           | Oro | Plata | Bronce | Total |
| ----- | -------------- | --- | ----- | ------ | ----- |
| =1    | Bélgica (BEL)  | 1   | 0     | 0      | 1     |
| =1    | Japón (JPN)    | 1   | 0     | 0      | 1     |
| 3     | Francia (FRA)  | 0   | 1     | 1      | 2     |
| 4     | España (ESP)   | 0   | 1     | 0      | 1     |
| 5     | Alemania (GER) | 0   | 0     | 1      | 1     |
| Total | Total          | 2   | 2     | 2      | 6     |

* Por ser un deporte invitado, los resultados no se tienen en cuenta para el medallero oficial.